# Lissowe
Lissowe (ukrainisch Лісове; russisch Лесовое Lessowoje) ist eine Siedlung städtischen Typs in der Zentralukraine etwa 38 Kilometer nördlich der Oblasthauptstadt Kropywnyzkyj im Norden der Oblast Kirowohrad gelegen.
Der Ort wurde in den 1960er Jahren als Militärbasis Kirowohrad-25 gegründet und diente der Stationierung von Nuklearwaffen. Nach dem Ende der Sowjetunion lag die Militärbasis auf dem Gebiet der heutigen Ukraine, diese verpflichtete sich, alle Atomwaffen auf ihrem Staatsgebiet zu vernichten und somit wurde der militärische Zweck der Basis gegenstandslos.
Am 12. Januar 2008 wurde die Basis zu einer Siedlung (Selyschtsche) deklariert, am 3. Juni 2008 wurde sie offiziell in Lissowe (in Anlehnung an das benachbarten Waldgebiet) umbenannt und seit dem 25. Juli 2008 hat der Ort den Status einer Siedlung städtischen Typs.
Am 12. Juni 2020 wurde die Siedlung ein Teil der neugegründeten Siedlungsgemeinde Oleksandriwka, bis dahin bildete sie die gleichnamige Siedlungsratsgemeinde Lissowe (Лісівська селищна рада/Lissiwska selyschtschna rada) im Südosten des Rajons Oleksandriwka.
Am 17. Juli 2020 kam es im Zuge einer großen Rajonsreform zum Anschluss des Rajonsgebietes an den Rajon Kropywnyzkyj.